# Вільяно-д'Асті
Вільяно-д'Асті (італ. Vigliano d'Asti, п'єм. Vijan) — муніципалітет в Італії, у регіоні П'ємонт,  провінція Асті.
Вільяно-д'Асті розташоване на відстані близько 480 км на північний захід від Рима, 50 км на південний схід від Турина, 8 км на південь від Асті.
Населення — 863 особи (2014).
Щорічний фестиваль відбувається 8 серпня. 

## Демографія
Населення за роками:

Станом на 1 січня 2023 року в муніципалітеті офіційно проживало 96 іноземців з 20 країн, серед них 39 громадян країн Євросоюзу.

## Сусідні муніципалітети
- Асті
- Ізола-д'Асті
- Монгардіно
- Монтегроссо-д'Асті
- Рокка-д'Араццо